# Doigt de César (Soucelles)
Le doigt de César est un menhir situé à Soucelles, dans le département français de Maine-et-Loire.

## Description
Le menhir est constitué d'une dalle de grès éocène dit «grès à sabals» d'origine locale de 2,40 m de haut et de 0,80 m de large en moyenne. La partie enterrée forme un L.

## Histoire
Ce mégalithe a été érigé au néolithique.
Il a été redressé par le Génie d'Angers, ce qui a permet la mise en évidence de sa structure.

## Protection
L'édifice est classé au titre des monuments historiques en 1975.